# Maria José Mauperrin
Maria José Mauperrin de Carvalho (, 1928 — Lisboa, 7 de setembro de 2018) foi uma locutora e realizadora de programas de rádio, e jornalista portuguesa. Foi a primeira realizadora de rádio em Portugal e uma das primeiras locutoras. Era conhecida pelos seus programas "Café Concerto" e "Quatro temas em Dezembro". Fez parte da Emissora Nacional, Rádio Clube Português e Rádio Comercial.
Foi colaboradora do jornal Expresso durante vários anos, cobrindo eventos culturais, e fazendo reportagens e entrevistas.
Morreu a 7 de setembro de 2018 às 3h15, aos oitenta e nove anos, após estar internada no hospital durante alguns dias.